# پژمیارکی (استان اشوی‌داشکسیه)
پژمیارکی (به لهستانی: Przymiarki) یک منطقهٔ مسکونی در لهستان است که در گمینا خنچینه واقع شده‌است. پژمیارکی ۲۲۰ نفر جمعیت دارد.